# Cyclopogon luerorum
Cyclopogon luerorum är en orkidéart som beskrevs av Dodson. Cyclopogon luerorum ingår i släktet Cyclopogon, och familjen orkidéer. Inga underarter finns listade i Catalogue of Life.